# 앤디 릭터
앤디 릭터(Andy Richter, 1966년 10월 28일 ~ )는 미국의 배우, 희극인, 작가이다. 토크 쇼 《코넌》(2010-21)에서 코넌 오브라이언의 사이드킥 역할을 하면서 잘 알려졌다.

## 출연 작품

### 영화
- 닥터 T (2000)
- 닥터 두리틀 2 (2001)
- 무서운 영화 2 (2001)
- 빅 트러블 (2002)
- 헬로우 프랭크 (2002)
- 고양이의 보은 (2002) - 영어 더빙
- 엘프 (2003)
- 내 상사의 딸 (2003)
- 뉴욕 미니트 (2004)
- 마다가스카 (2005) - 애니메이션
  - 마다가스카 2 (2008)
  - 마다가스카 3: 이번엔 서커스다! (2012)
  - 마다가스카의 펭귄 (2014)
- 텔라데가 나이트 : 리키 바비의 발라드 (2006)
- 블레이즈 오브 글로리 (2007)
- 세미 프로 (2008)
- 다락방의 외계인 (2009)
- 월터의 상상은 현실이 된다 (2013)
- 마르셀, 신발 신은 조개 (2021) - 애니메이션
- 에이티 포 브래디 (2023)

### 텔레비전
- 코넌 (2010-21)